# Ruelle d'Or
 (novembre 2024).
Si vous disposez d'ouvrages ou d'articles de référence ou si vous connaissez des sites web de qualité traitant du thème abordé ici, merci de compléter l'article en donnant les références utiles à sa vérifiabilité et en les liant à la section « Notes et références ».
La ruelle d'Or, en tchèque Zlatá ulička, est une voie de Prague, dans l'enceinte du château de Prague, en Tchéquie.

## Situation et accès
Située dans le château de Prague, cette ruelle dessert une série de petites échoppes et maisonnettes mitoyennes adossées à son enceinte nord entre la tour Blanche et la tour Daliborka.

## Bâtiments remarquables et lieux de mémoire
- no 22 : Franz Kafka[1] y a écrit Un médecin de campagne durant l'hiver 1916-1917 C'est aujourd'hui une librairie vendant principalement son œuvre.